# Granatnik wz. 36
Il Granatnik wz. 36 era un lanciagranate progettato in origine nel 1927 come wz. 30 e poi modificato nel 1936. Entrò in servizio nel 1936 divenendo il lanciagranate standard dell'Esercito polacco. Era ancora in uso durante l'invasione tedesca della polonia nel 1939. 
La gittata massima di 700 metri del wz. 30 venne portata a 800 metri nel wz. 36. Entrambi i modelli sparavano la stessa granata da 46 mm di calibro, pesante 0,76 kg. Vennero realizzati circa 3 850 armi fino al 1939. Solitamente erano assegnati in ragione di 81 lanciagranate per ogni divisione di fanteria, 3 per ogni compagnia.

## Storia
Nel periodo seguente alla prima guerra mondiale e alla guerra polacco-sovietica del 1920, l'esercito polacco impiegava una varietà di granate da fucile e mortai leggeri risalenti alla guerra, principalmente mortai leggeri tedeschi Granatnik wz. 16 e bombe Viven-Bessières francesi (progettate per il vecchio fucile Lebel Modèle 1886). Benché ampiamente sperimentate, queste armi non erano accurate e non offrivano abbastanza supporto di fuoco per un moderno campo di battaglia.
Per risolvere queste carenze, nel 1927 la Scuola Centrale di Tiro di Toruń sviluppò un nuovo modello di spingarda o più propriamente una granata da fucile per il fucile d'ordinanza Kb wz. 98a. Tuttavia l'arma si dimostrò solo marginalmente superiore ai modelli in servizio e il progetto venne abbandonato nel 1929.
Lo sviluppo di una nuova arma venne ripreso dall'Istituto di ricerca sui materiali d'armamento, guidato dal tenente colonnello Kick. Si decise di abbandonare completamente l'idea di un lanciagranate da fucile, per sviluppare un progetto intermedio tra un mortaio leggero e un lanciagranate. Nell'aprile 1931 venne completato il prototipo della nuova arma. Dopo una serie di test coronati da successo, l'arma venne accettata dall'esercito polacco con la denominazione Granatnik wz. 30 (in polacco: "lanciagranate modello 1930") e venne ordinata in 400 esemplari all'industria Perkun di Varsavia. Da luglio 1932 i primi pezzi furono immessi in servizio.
Nel frattempo, l'Istituto militare di tecnologia degli armamenti continuò a migliorare il progetto, approntando quattro differenti versioni, inizialmente denominate da "A" a "D", secondo altre fonti "wz. 30", "wz. 33", "wz. 35" e "wz. 36" rispettivamente. Il Centro di Studi Balistici di Zielonka condusse approfonditi test sui nuovi quattro prototipi realizzati dalla Państwowa Fabryka Karabinów di Varsavia. Infine il tipo "D" venne scelto e immesso in servizio dall'Esercito polacco come "Granatnik wz. 36".
Il primo ordine fu piazzato alla fabbrica Zieleniewski di Cracovia, al prezzo unitario di 1 032 złoty. I primi 850 pezzi furono consegnati alle forze armate alla fine di luglio 1937. Un altro lotto di 1.500 pezzi seguì l'anno successivo. Complessivamente, 3 850 pezzi furono consegnati all'esercito (397 wz. 30 e 3 453 wz. 36), che consentirono di creare una sezione su tre lanciagranate per ogni compagnia di fanteria o di dotare ogni plotone di fanteria di un'arma.
La documentazione completa del wz. 36 e della granata da 46 mm venne ceduta gratuitamente alla Jugoslavia alla fine degli anni trenta, ma non ne seguì la produzione su licenza.

## Tecnica
Diversamente dai comuni mortai tipo Stokes dell'epoca, l'angolo di elevazione era fisso a 45° e la gittata veniva regolata non modificando l'alzo della canna ma limitando il volume della camera di scoppio (come nel Type 89 giapponese). La canna liscia da 46 mm era fissata a una piastra d'appoggio dotata di livella ed era sostenuta da un bipiede ripiegabile. Superiormente alla canna era collegato un tubo di scarico dotato di valvola. Agendo sulla valvola, il mortaista poteva regolare il volume della camera di scoppio dietro alla granata, impostando quindi la velocità alla volata e la gittata tra 100 e 800 m (700 m per la versione wz. 30). Per il puntamento l'arma era equipaggiata di mirino e alzo a cursore. Il grilletto era situato alla base della canna.
Rispetto agli altri mortai leggeri coevi, come il tedesco 5 cm leichter Granatwerfer 36 o il sovietico 50 mm M1938, il lanciagranate polacco era meno preciso e la granata impiegava una testa di guerra più piccola, tuttavia era più leggero e facile da maneggiare e da mettere in batteria. Inoltre, grazie al meccanismo di sparo l'arma poteva essere caricata prima e poi far fuoco appena individuato l'obiettivo.
Prove pre-belliche dimostrarono che l'arma era affidabile e durevole. Durante un collaudo di resistenza un'arma sparò 850 colpi ad alto rateo di fuoco senza richiedere pulizia o raffreddamento della canna. Tuttavia, a causa della complessità del progetto, le riparazioni sul campo erano significativamente più complesse rispetto ai mortai convenzionali.